# Onychoblestrum propinquum
Onychoblestrum propinquum är en mossdjursart som först beskrevs av Campbell Easter Waters 1885.  Onychoblestrum propinquum ingår i släktet Onychoblestrum och familjen Calloporidae. Inga underarter finns listade i Catalogue of Life.